# Ledtal
Ledtal är ett mått för styrkan på en fotoblixt med filmkänsligheten 100 ISO. Ju högre tal desto starkare blixt. Ledtalet används för att beräkna blixten räckvidd. Om blixten inte har någon automatisk reglering eller om man vill veta hur långt blixten räcker används någon av nedstående formler för att beräkna räckvidd eller bländarbehov. 
Ledtalet utgår ifrån att motivet har samma egenskaper som ett gråkort. Så är motivet ovanligt ljust eller mörkt får man kompensera. Detta gäller även för studioblixtar, men vanligtvis använder man då en blixtmätare och mäter blixtljuset vid motivet.

## Formler
Enkel formel utan hänsyn till filmkänslighet:
{\displaystyle {\text{Bländare}}={\frac {Ledtal}{\text{Motivavstånd}}}}

Formel som tar hänsyn till filmkänslighet:
{\displaystyle {\text{Bländare}}={\sqrt {\frac {ISO}{100}}}\cdot {\frac {Ledtal}{\text{Motivavstånd}}}}

## Beräkningsexempel
Exempel 1 - Bländare:

Den inbyggda blixten i en kompaktkamera har ledtalet 10. Motivet befinner sig på ett avstånd av 3,5 m. Detta ger Bländare = 10/3,5 = 2,8. Vid ISO 200 blir bländaren 4.
Exempel 2 - Räckvidd:

En extern blixt till en systemkamera har ledtalet 35. Objektivets ljusstarkaste bländare är 2,8. Detta ger Motivavstånd = Ledtal/Bländare = 35/2,8 = 12,5 m. Räckvidden är 12,5 m. Vid ISO 200 blir räckvidden 17,7 m.

## Blixtaggregat
De flesta externa blixtar anger ledtalet för filmkänsligheten ISO 100 och en utlysningsvinkel som motsvarar ett normalobjektiv. För många blixtar ingår ledtalet (i meter) i blixtens typbeteckning. Somliga tillverkare av blixtaggregat som har justerbar utlysningsvinkel anger ledtalet för den mest koncentrerade belysningsvinkeln. Detta är missvisande vid en jämförelse av olika blixtar. Tillverkarens faktablad är en pålitligare informationskälla.
I USA anges ledtalet i fot. Ledtal 35 (i meter) motsvarar ledtal 115 (i fot).